# 권용환 (육상 선수)
권용환은 대한민국의 육상 선수이다.
권용환은 2019년 대한육상경기연맹에서 주관하는 전국대회에서 높이뛰기 부별로 모두 1등을 석권했다.
또한 제48회 전국소년체육대회에서 인천광역시 소속으로 높이뛰기 부분 1등한 최초의 선수이다.
현재 그는 김포제일공업고등학교에 재학중이다.